# Clavariadelphus pallidoincarnatus
Clavariadelphus pallidoincarnatus är en svampart som beskrevs av Methven 1989. Clavariadelphus pallidoincarnatus ingår i släktet Clavariadelphus och familjen Clavariadelphaceae.   Inga underarter finns listade i Catalogue of Life.